# Albinegros de Orizaba
Albinegros de Orizaba is een Mexicaanse voetbalclub uit Orizaba. 

## Geschiedenis
De club werd in 1898 opgericht als Orizaba Athletic Club door de Schotse immigrant Duncan Macomish. In 1902 nam de club deel aan het allereerste kampioenschap van de Liga Mexicana, een amateurcompetitie, die hoewel het geen landelijke competitie was wel beschouwd wordt als de nationale competitie van de begindagen. De club kroonde zich tot eerste kampioen van Mexico. Helaas zou dat de enige trofee van de club blijven. Na interne problemen trok de club zich terug uit de competitie in 1904. Pas in 1916 werd de club heropgericht en speelde onder de naam Asociación Deportiva Orizabeña, of kortweg A.D.O. in de amateurcompetitie van Veracruz. In 1921 werden A.D.O., Veracruz Sporting Club en Iberia de Córdoba uitgenodigd om aan een speciaal toernooi van de Primera Fuerza mee te doen ter ere van het 100-jarig jubileum van de Mexicaanse onafhankelijkheid, maar de club werd al snel uitgeschakeld. Hierna werd besloten dat de Primera Fuerza enkel toegankelijk was voor clubs uit Mexico-Stad en de drie clubs gingen terug in de competitie van Veracruz spelen.  
In 1943 werd de Primera División opgericht als nieuwe profcompetitie voor het hele land en A.D.O. werd ook geselecteerd. Na een paar seizoenen in de lagere middenmoot eindigde de club in 1948 en 1949 telkens in de top zes. Na het succesvolle seizoen werd de club opnieuw ontbonden. 
In 1967 werd de club nog eens heropgericht en begon in de Tercera División. In 1972 werd de club kampioen en promoveerde naar de Segunda División, waar de club na enkele seizoenen te spelen opnieuw ontbonden werd.
In 2002 werd de club andermaal heropgericht, nu onder de naam Albinegros de Orizaba. 

## Externe links

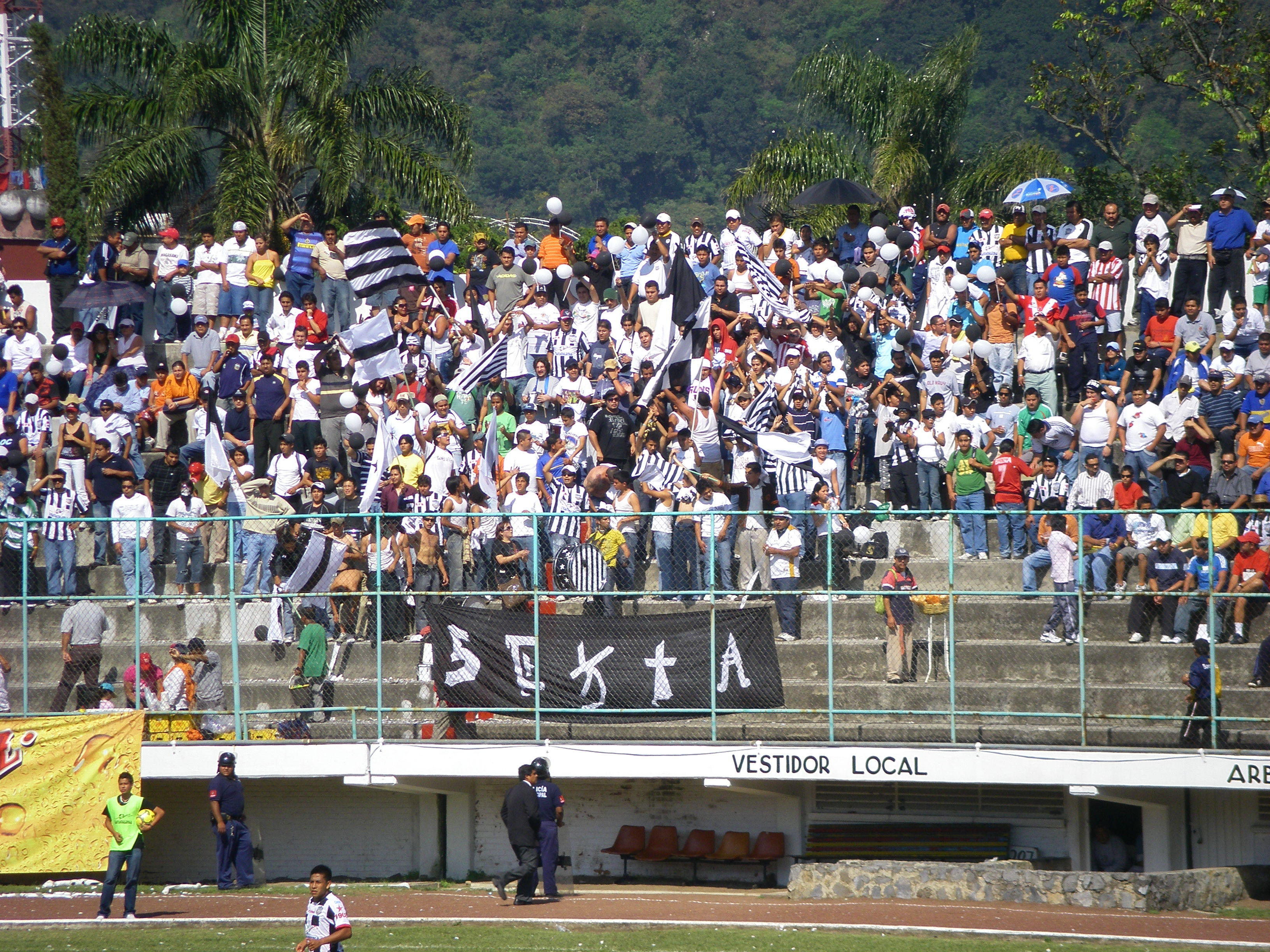
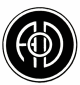
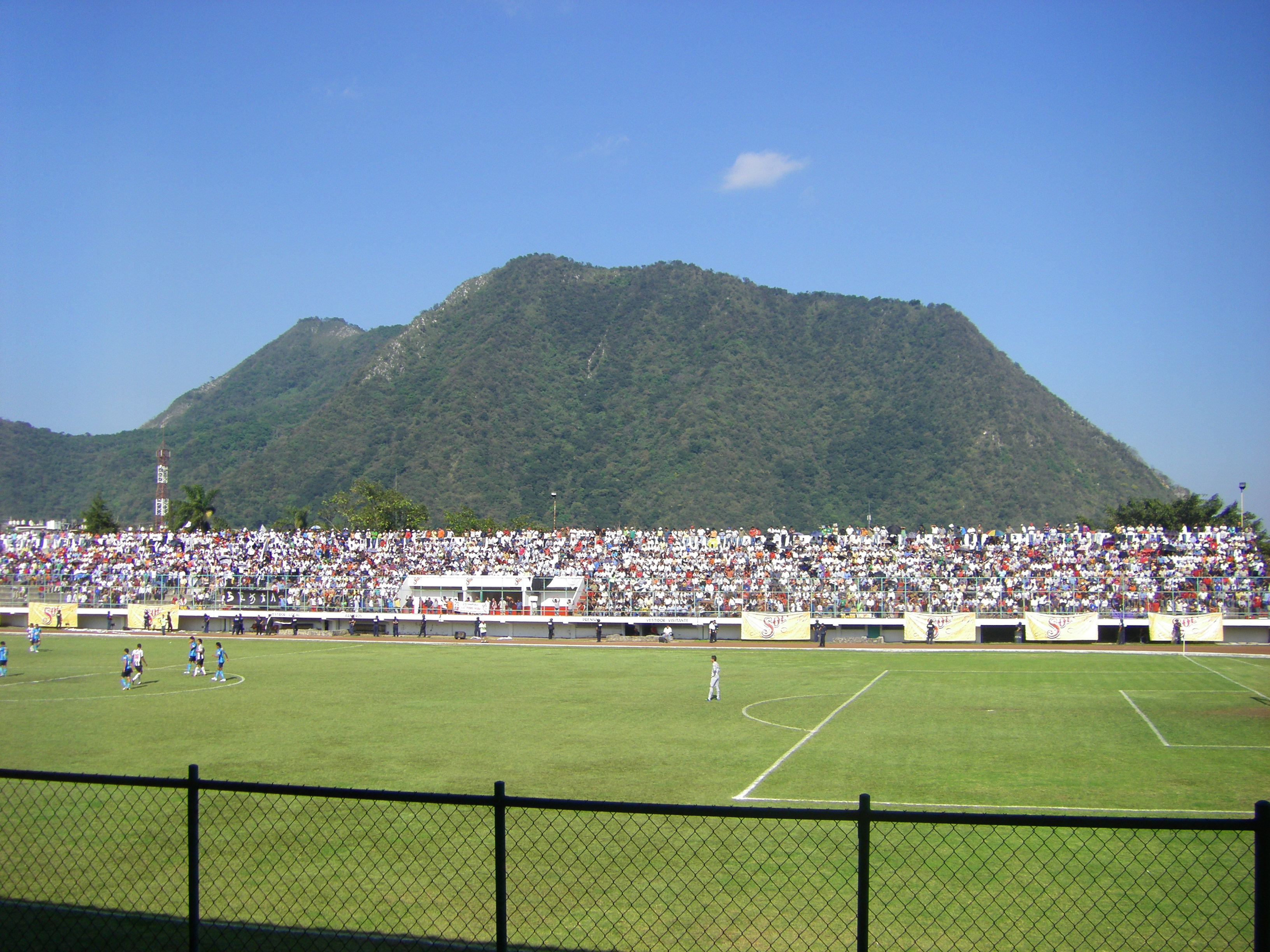

## Erelijst
- Landskampioen

1903